# Juzet-d’Izaut
Juzet-d’Izaut – miejscowość i gmina we Francji, w regionie Oksytania, w departamencie Górna Garonna.
Według danych na rok 1990 gminę zamieszkiwały 202 osoby, a gęstość zaludnienia wynosiła 13 osób/km² (wśród 3020 gmin regionu Midi-Pireneje Juzet-d’Izaut plasuje się na 861. miejscu pod względem liczby ludności, natomiast pod względem powierzchni na miejscu 742.).